# Kiyotaka Ishimaru
Kiyotaka Ishimaru (jap. 石丸 清隆 Ishimaru Kiyotaka; ur. 30 października 1973) – japoński piłkarz występujący na pozycji pomocnika.

## Kariera piłkarska
Od 1996 do 2006 roku występował w klubach Avispa Fukuoka, Kyoto Purple Sanga i Ehime FC.

## Kariera trenerska
Po zakończeniu piłkarskiej kariery pracował jako trener w Ehime FC, Kyoto Sanga F.C. i Montedio Yamagata.